# Raúl Vallejo

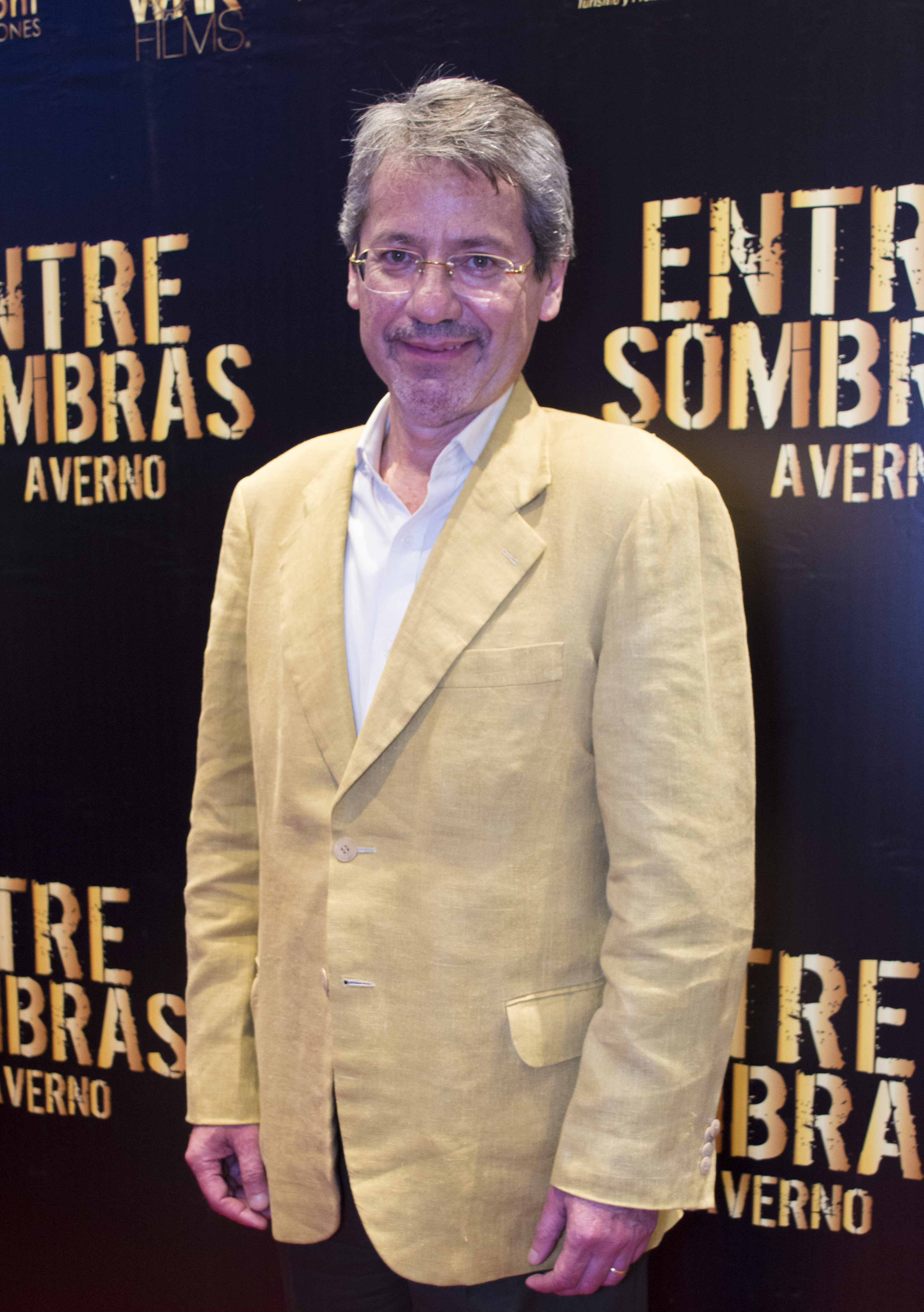
Raúl Vallejo, 2016

César Raúl Enrique Vallejo Corral (* 28. Juni 1959 in Manta) ist ein ecuadorianischer Schriftsteller, Politiker und Intellektueller. Er ist amtierender Bildungsminister Ecuadors.

## Leben
Raúl Vallejo studierte Philologie an der Universidad Católica Santiago de Guayaquil und machte mit einem Fulbright-Laspau-Stipendium einen Master of Arts an der University of Maryland, College Park. Er hat eine Reihe von Erzählungen und Essays veröffentlicht. Von 1991 bis 1992 war er Bildungsminister in der Regierung von Rodrigo Borja und ist es wiederum seit 2005. Von 1992 bis 2000 war er Rektor des Liceo Internacional. Er ist Herausgeber der Literaturzeitschrift Kipus, Mitherausgeber der Tageszeitung El Comercio und Professor der Universidad Andina Simón Bolivar.

## Werke (Auswahl)
- Máscaras para un concierto (1986)
- Solo de palabras (1988 und 2007)
- Fiesta de solitarios (1992)
- Acoso textual (1999)
- Cuento ecuatoriano de finales del siglo XX. Antología crítica (1999)